# عبد الواحد الشخصي
عبد الواحد الشخصي (1 أكتوبر 1986 بالدار البيضاء في المغرب - ) هو لاعب كرة قدم مغربي في مركز الدفاع. لعب مع النادي القنيطري ونادي أولمبيك آسفي ونادي الرجاء الرياضي ونادي الكوكب المراكشي ونادي لوزان.

## روابط خارجية
- عبد الواحد الشخصي على موقع قاعدة بيانات كرة القدم.إي يو (الإنجليزية)
- عبد الواحد الشخصي على موقع Soccerway.com (الإنجليزية)
- عبد الواحد الشخصي على موقع عالم كرة القدم.نت (الإنجليزية)